# Liste des compagnies aériennes au Bhoutan
Voici une liste des compagnies aériennes opérant actuellement au Bhoutan.

## Compagnies aériennes régulières
| Compagnie aérienne | Image | IATA | OACI | Indicatif d'appel | Depuis | Remarques |
| ------------------ | ----- | ---- | ---- | ----------------- | ------ | --------- |
| Bhutan Airlines    |       | B3   | BTN  | BHUTAN AIR        | 2011   |           |
| Druk Air           |       | Ko   | DRK  | ROYAL BHUTAN      | 1981   |           |

## Voir également
- Liste des compagnies aériennes
- Liste des anciennes compagnies aériennes d'Asie

- Liste des compagnies aériennes en Asie
- Liste des compagnies aériennes en Europe